# Chrysotus vulgaris
Chrysotus vulgaris är en tvåvingeart som beskrevs av Van Duzee 1924. Chrysotus vulgaris ingår i släktet Chrysotus och familjen styltflugor. Inga underarter finns listade i Catalogue of Life.